# 西北省 (塞拉利昂)
西北省（英語：North West Province）是塞拉利昂的5个一级行政区之一，涵盖塞拉利昂的西北部。该省于2017年从北方省划出。下辖3个区：坎比亚、卡雷内区和洛科港区。该省共有34个酋邦。2017年，人口为1162065。首府是洛科港。